# Table des caractères Unicode/U11700
Cette page contient des caractères spéciaux ou non latins. S’ils s’affichent mal (▯, ?, etc.), consultez la page d’aide Unicode.
Table des caractères Unicode U+11700 à U+1173F (71 424 à 71 487 en décimal).

## Âhom(Unicode 8.0 à 14.0)
Caractères utilisés pour l’écriture avec l’alphasyllabaire (ou abugida) âhom. Ce bloc comprend les consonnes de base, des consonnes diacritiques médiales ou liantes, des voyelles diacritiques dépendantes et un diacritique de suppression, dix chiffres décimaux, deux nombres de dizaines traditionnelles, des signes de ponctuation et des consonnes supplémentaires.
Les caractères U+1171D à U+1172B sont des signes diacritiques, affichés dans la table en combinaison après la lettre âhom ka (𑜀) à des fins de lisibilité. Le signe diacritique consonne ra médial U+1171A et le signe diacritique voyelle é U+11726 doivent apparaître à gauche de la consonne de base après laquelle ils sont encodés.

### Table des caractères
| en fr   | 0 | 1 | 2 | 3 | 4 | 5 | 6 | 7 | 8 | 9 | A | B | C | D | E | F |
| ------- | - | - | - | - | - | - | - | - | - | - | - | - | - | - | - | - |
| U+11700 | 𑜀 | 𑜁 | 𑜂 | 𑜃 | 𑜄 | 𑜅 | 𑜆 | 𑜇 | 𑜈 | 𑜉 | 𑜊 | 𑜋 | 𑜌 | 𑜍 | 𑜎 | 𑜏 |
| U+11710 | 𑜐 | 𑜑 | 𑜒 | 𑜓 | 𑜔 | 𑜕 | 𑜖 | 𑜗 | 𑜘 | 𑜙 | 𑜚 |   |   | 𑜀𑜝 | 𑜀𑜞 | 𑜀𑜟 |
| U+11720 | 𑜀𑜠 | 𑜀𑜡 | 𑜀𑜢 | 𑜀𑜣 | 𑜀𑜤 | 𑜀𑜥 | 𑜀𑜦 | 𑜀𑜧 | 𑜀𑜨 | 𑜀𑜩 | 𑜀𑜪 | 𑜀𑜫 |   |   |   |   |
| U+11730 | 𑜰 | 𑜱 | 𑜲 | 𑜳 | 𑜴 | 𑜵 | 𑜶 | 𑜷 | 𑜸 | 𑜹 | 𑜺 | 𑜻 | 𑜼 | 𑜽 | 𑜾 | 𑜿 |
| U+11740 | 𑝀 | 𑝁 | 𑝂 | 𑝃 | 𑝄 | 𑝅 | 𑝆 |   |   |   |   |   |   |   |   |   |

### Historique

#### Version initiale Unicode 8.0
| v · d · m | 0 | 1 | 2 | 3 | 4 | 5 | 6 | 7 | 8 | 9 | A | B | C | D | E | F |
| --------- | - | - | - | - | - | - | - | - | - | - | - | - | - | - | - | - |
| U+11700   | 𑜀 | 𑜁 | 𑜂 | 𑜃 | 𑜄 | 𑜅 | 𑜆 | 𑜇 | 𑜈 | 𑜉 | 𑜊 | 𑜋 | 𑜌 | 𑜍 | 𑜎 | 𑜏 |
| U+11710   | 𑜐 | 𑜑 | 𑜒 | 𑜓 | 𑜔 | 𑜕 | 𑜖 | 𑜗 | 𑜘 | 𑜙 |   |   |   | 𑜀𑜝 | 𑜀𑜞 | 𑜀𑜟 |
| U+11720   | 𑜀𑜠 | 𑜀𑜡 | 𑜀𑜢 | 𑜀𑜣 | 𑜀𑜤 | 𑜀𑜥 | 𑜀𑜦 | 𑜀𑜧 | 𑜀𑜨 | 𑜀𑜩 | 𑜀𑜪 | 𑜀𑜫 |   |   |   |   |
| U+11730   | 𑜰 | 𑜱 | 𑜲 | 𑜳 | 𑜴 | 𑜵 | 𑜶 | 𑜷 | 𑜸 | 𑜹 | 𑜺 | 𑜻 | 𑜼 | 𑜽 | 𑜾 | 𑜿 |
| U+11740   |   |   |   |   |   |   |   |   |   |   |   |   |   |   |   |   |

#### Compléments Unicode 11.0
| v · d · m | 0 | 1 | 2 | 3 | 4 | 5 | 6 | 7 | 8 | 9 | A | B | C | D | E | F |
| --------- | - | - | - | - | - | - | - | - | - | - | - | - | - | - | - | - |
| U+11710   |   |   |   |   |   |   |   |   |   |   | 𑜚 |   |   |   |   |   |

#### Compléments Unicode 14.0
| v · d · m | 0 | 1 | 2 | 3 | 4 | 5 | 6 | 7 | 8 | 9 | A | B | C | D | E | F |
| --------- | - | - | - | - | - | - | - | - | - | - | - | - | - | - | - | - |
| U+11740   | 𑝀 | 𑝁 | 𑝂 | 𑝃 | 𑝄 | 𑝅 | 𑝆 |   |   |   |   |   |   |   |   |   |